# 川斯瓦共和國
川斯瓦共和國（荷蘭語：Transvaal Republiek），正式國名是南非共和國（荷蘭語：Zuid-Afrikaansche Republiek，缩写为ZAR，缩写为SAR），是1852年–1877年和1881年–1902年間波耳人在現在南非北部德蘭士瓦所建立的國家。1852年建國，首都為比勒陀利亞。1902年第二次布尔戰爭後滅亡，成為英國殖民地。

## 外部連結
- Chronology South Africa
- The discovery of gold and the Jewish community